# Pohono Trail
Le Pohono Trail est un sentier de randonnée américain situé dans la partie du parc national de Yosemite qui relève du comté de Mariposa, en Californie. Son tracé est situé, pour l'essentiel, dans la Yosemite Wilderness.